# 丘林氏
丘林氏，又稱喬氏，匈奴氏族部落之一，為匈奴貴族，經常與匈奴單于通婚。
丘林氏為匈奴大氏族之一，是在東漢時，南匈奴中新興起的氏族，與呼衍氏、蘭氏、須卜氏並稱為四大氏族。攣鞮氏與大氏族互相聯姻，共同統治控制匈奴，大氏族有聽訟斷獄之權。
鮮卑時期也有丘林氏，孝文漢化後改為林氏和邱氏。一說晉書中的喬氏即為丘林氏，世官左都侯、右都侯。